# Герб Сардинии
Герб Сардинии представляет собой официальную символику итальянской автономной области Сардиния, на одноимённом острове.

## Описание
Современный герб Сардинии принят в 1999 году. Основа герба — крест святого Георгия, а также четыре головы мавров с завязанными глазами — символ мавританских князей, побежденных арагонцами. С 1326 года Сардиния находилась под властью Арагонской династии, поэтому в печати использовался этот образ.

## История
Герб четырех мавров впервые появился на свинцовых печатях Арагонской королевской канцелярии. Самый старый образец восходит к 1281 году, во времена правления короля Педро III. После того, как Сардиния стала частью Арагонской короны, этой печатью скрепляли документы короля Хайме II (1326 г.), Альфонсо IV (1327—1336 гг.) И Педро IV (1336—1387 гг.). Эти образцы до сих пор хранятся в Историческом архиве города Кальяри.
В составе Италии Сардиния стала одним из регионов с особым статусом. 5 июля 1952 года был издан указ президента Италии «О гербе и знамени региона Сардиния», который юридически закрепил статус герба. До 1999 года герб Сардинии был единственным официальным символом до принятия сардинского флага, на котором мавры необычно повернуты вправо, а не влево.